# Hausantenne

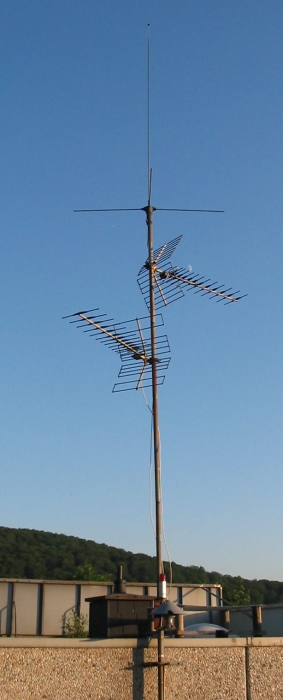
Hausantenne

Als Hausantenne oder Dachantenne wird eine Antenne zum Empfang terrestrisch ausgestrahlter Radio- und Fernsehprogrammen bezeichnet, die auf dem Hausdach oder an ähnlich exponierter Stelle angebracht ist und häufig mit Hilfe von Antennenverstärkern sowie Verteilern gemeinschaftlich genutzt werden kann.
Gemeinhin ist mit der Hausantenne auch das Antennenfernsehen mit der Verteilung der Signale bis zur Anschlussdose in der Wohnung gemeint, also die gesamte Gemeinschaftsantennenanlage (GA), diese kann in einem Hotel oder in mehreren Wohnblöcken ein paar hundert Antennenanschlüsse versorgen.
Eine Großgemeinschaftsantennenanlage (GGA) ist eine Antennenanlage mit Kabelnetzverteilung, die für mehrere Häusergruppen bis mehrere Ortschaften zentral die Radio- und TV-Signale einfangen und über ein Kabelnetz verteilen.
Eine Hausantenne besteht in der Regel aus mindestens zwei übereinander an einem Metallmast angebrachten Antennen. Für die Frequenzbereiche (VHF und UHF) werden eigene Antennen benötigt. Zum Empfang von Fernsehsignalen kommen Yagi-Antennen zum Einsatz, die auf den jeweiligen Senderstandort ausgerichtet sind.
Die für den Hörfunk im UKW-Bereich verwendeten Antennentypen können variieren. Mit einer Dipolantenne beschränkt sich der Empfang auf die leistungsstärksten Hörfunkfrequenzen im Umkreis, während sich mit einer Yagi-Antenne ein bestimmter, unter Umständen weit entfernter Senderstandort anpeilen lässt.
Lagen Sender in einer Richtung, kam man mit nur einer TV-Antenne aus, wenn alle Programme im UHF-Bereich abgestrahlt wurden.
Dieses war z. B. in Cuxhaven der Fall, da hier vom NDR-Sender in Altenwalde auch ZDF und N3 sowie später Sat 1 ausgestrahlt wurden. Allerdings wurde das RTL-Programm auf dem VHF-Kanal 11 gesendet, so dass hier eine zweite Antenne erforderlich wurde.
Für DVB-T, den digitalen terrestrischen Empfang, können die bisherigen Antennen in der Regel weiterverwendet werden. Unter Umständen ist eine Neuausrichtung erforderlich, da die Ausstrahlung über eine im Vergleich zum analogen Fernsehen deutlich reduzierte Anzahl von Fernsehumsetzern und Füllsendern erfolgt. Je nach Polarisation muss die Antenne ggf. um 90 Grad in der Längsachse gedreht werden. Die beiden auf dem Foto abgebildeten Antennen sind horizontal polarisiert. DVB-T ist beispielsweise im Sendegebiet des SWR horizontal polarisiert, jedoch im Rhein-Main-Gebiet und im Saarland vertikal polarisiert.

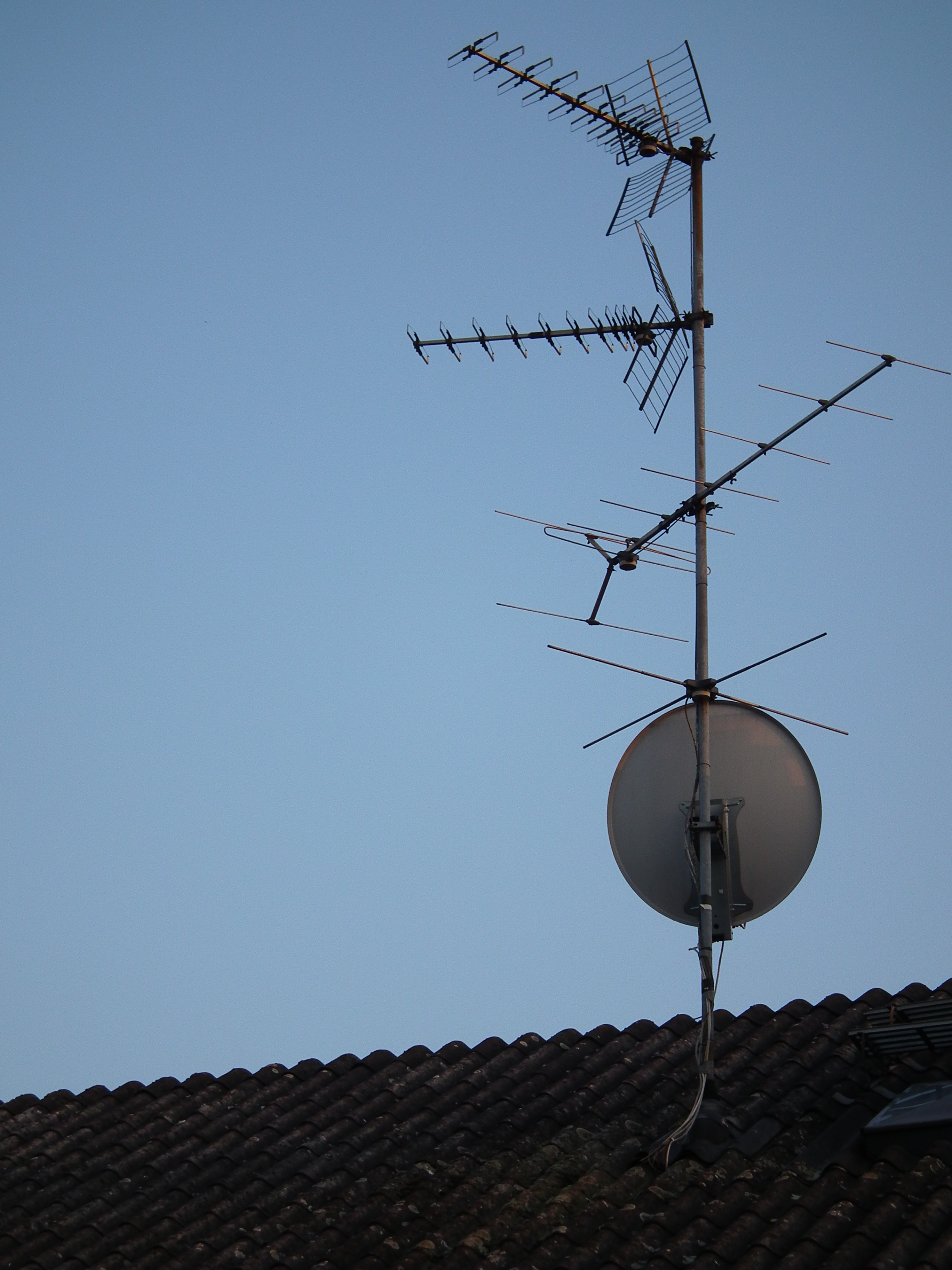
Dachantennenanlage mit UHF- und VHF-Yagiantennen, UKW-Kreuzdipol und Parabolantenne für den Satellitenempfang

Man sieht die Dachantenne immer seltener allein auf Hausdächern, da sie zunehmend mit der „Satellitenschüssel“ kombiniert wird oder dem Kabelfernsehen weicht. Eine Satellitenrundfunk-Empfangsanlage kann nach einer Kanalaufbereitung in eine bestehende Gemeinschaftsantennenanlage eingebunden werden. Jedoch ist das Programmgebot dabei eingeschränkt und für jeden analogen Radio- und Fernsehkanal ist ein eigener Umsetzer nötig. Wenn die Kabel für die hochfrequenten Satellitensignale geeignet sind, kann die bestehende Verkabelung häufig in einem Einkabelsystem oder Unicablesystem weiterverwendet werden. In Einfamilienhäusern und kleinen Wohneinheiten wird häufig die sogenannte Sat-ZF-Verteilung mittels Multischalter als eine relativ einfache technisch flexible Lösung für den individuellen Satellitenempfang und lokalen Antennenempfang verwendet.

## Situation in Deutschland
Viele der bis in die 1980er Jahre entstandenen Großgemeinschaftsantennenanlagen sind an das Kabelfernsehnetz angeschlossen worden und werden heute als Kabelfernsehen betrieben. Das Signal wurde dabei oft, ohne Erneuerung der Anlage eingespeist. Mit der Erweiterung des Frequenzbandes sowie der Digitalisierung kam es jedoch oft zu Störungen durch die veraltete Verkabelung. Die Wohnungswirtschaft stellte den Mietern über die Mietnebenkosten die geringe Kabelgebühr in Rechnung und wird als Nebenkostenprivileg bezeichnet. Dies wurde vom Gesetzgeber im Jahr 2021 geändert und darf nur noch bis zum 30. Juni 2024 angewendet werden.